# ブリュレフレンチトースト
ブリュレフレンチトーストとは、フレンチトーストの表面にカソナード（サトウキビから作る粗糖のことで、適切に用いると独特の香りがつく）というフランスのブラウンシュガーをまぶし、バーナーで焦がしたもので、外はサクっと中はフワっとした食感のフレンチトーストである。「ブリュレ」とはフランス語で焦がすという意味である。